# Kabinett Fernández
Das Kabinett Fernández war vom 10. Dezember 2019 bis zum 10. Dezember 2023 die Regierung von Argentinien. Es löste die Regierung des ehemaligen Präsidenten Mauricio Macri ab. Am 10. Dezember 2023 wurde es von der neuen Regierung des Präsidenten Javier Milei abgelöst.

## Kabinettsmitglieder
| Amt                                                                        | Amtsinhaber/in | Amtsinhaber/in                                                  | Amtszeit                                   | Partei                |
| -------------------------------------------------------------------------- | -------------- | --------------------------------------------------------------- | ------------------------------------------ | --------------------- |
| Präsident                                                                  |                | Alberto Fernández                                               | seit 10. Dezember 2019                     | Partido Justicialista |
| Vizepräsidentin                                                            |                | Cristina Fernández de Kirchner                                  | seit 10. Dezember 2019                     | Partido Justicialista |
| Chef des Ministerkabinetts                                                 |                | Agustín Rossi                                                   | seit 15. Februar 2023                      | Partido Justicialista |
| Chef des Ministerkabinetts                                                 |                | Juan Luis Manzur                                                | 20. September 2021 bis 15. Februar 2023    | Partido Justicialista |
| Chef des Ministerkabinetts                                                 |                | Santiago Cafiero                                                | 10. Dezember 2019 bis 20. September 2021   | Partido Justicialista |
| Innenminister                                                              |                | Eduardo de Pedro                                                | seit 10. Dezember 2019                     | Partido Justicialista |
| Minister für auswärtige Angelegenheiten, internationalen Handel und Kultus |                | Santiago Cafiero                                                | seit 20. September 2021                    | Partido Justicialista |
| Minister für auswärtige Angelegenheiten, internationalen Handel und Kultus |                | Felipe Solá                                                     | 10. Dezember 2019 bis 20. September 2021   | Partido Justicialista |
| Verteidigungsminister                                                      |                | Jorge Taiana                                                    | seit 10. August 2021                       | Partido Justicialista |
| Verteidigungsminister                                                      |                | Agustín Rossi                                                   | 10. Dezember 2019 bis 10. August 2021      | Partido Justicialista |
| Wirtschaftsminister                                                        |                | Sergio Massa                                                    | seit 3. August 2022                        | Frente Renovador      |
| Wirtschaftsminister                                                        |                | Silvina Batakis                                                 | 2. Juli 2022 bis 2. August 2022            | Partido Justicialista |
| Wirtschaftsminister                                                        |                | Martín Guzmán                                                   | 10. Dezember 2019 bis 2. Juli 2022         | Parteilos             |
| Minister für produktive Entwicklung                                        |                | Ministerium aufgelöst und dem Wirtschaftsministerium zugeordnet | seit 3. August 2022                        |                       |
| Minister für produktive Entwicklung                                        |                | Daniel Scioli                                                   | 15. Juni 2022 bis 2. August 2022           | Partido Justicialista |
| Minister für produktive Entwicklung                                        |                | Matías Kulfas                                                   | 10. Dezember 2019 bis 15. Juni 2022        | Parteilos             |
| Minister/in für Justiz und Menschenrechte                                  |                | Martín Soria                                                    | seit 29. März 2021                         | Partido Justicialista |
| Minister/in für Justiz und Menschenrechte                                  |                | Marcela Losardo                                                 | 10. Dezember 2019 bis 29. März 2021        | Parteilos             |
| Verkehrsminister                                                           |                | Diego Giuliano                                                  | seit 29. November 2022                     | Frente Renovador      |
| Verkehrsminister                                                           |                | Alexis Guerrera                                                 | 3. Mai 2021 bis 29. November 2022          | Frente Renovador      |
| Verkehrsminister                                                           |                | Mario Meoni                                                     | 10. Dezember 2019 bis 3. Mai 2021          | Frente Renovador      |
| Minister/in für Sicherheit                                                 |                | Aníbal Fernández                                                | seit 20. September 2021                    | Partido Justicialista |
| Minister/in für Sicherheit                                                 |                | Sabina Frederic                                                 | 10. Dezember 2019 bis 20. September 2021   | Parteilos             |
| Minister für soziale Entwicklung                                           |                | Victoria Tolosa Paz                                             | seit 13. Oktober 2022                      | Partido Justicialista |
| Minister für soziale Entwicklung                                           |                | Juan Zabaleta                                                   | 10. August 2021 bis 13. Oktober 2022       | Partido Justicialista |
| Minister für soziale Entwicklung                                           |                | Daniel Arroyo                                                   | 10. Dezember 2019 bis 10. August 2021      | Partido Justicialista |
| Gesundheitsminister/Gesundheitsministerin                                  |                | Carla Vizzotti                                                  | seit 20. Februar 2021                      | Partido Justicialista |
| Gesundheitsminister/Gesundheitsministerin                                  |                | Ginés González García                                           | von 10. Dezember 2019 bis 19. Februar 2021 | Partido Justicialista |
| Bildungsminister                                                           |                | Jaime Perczyk                                                   | seit 20. September 2021                    | Partido Justicialista |
| Bildungsminister                                                           |                | Nicolás Trotta                                                  | 10. Dezember 2019 bis 20. September 2021   | Partido Justicialista |
| Minister für Landwirtschaft, Viehzucht und Fischerei                       |                | Ministerium aufgelöst und dem Wirtschaftsministerium zugeordnet | seit 3. August 2022                        |                       |
| Minister für Landwirtschaft, Viehzucht und Fischerei                       |                | Julián Domínguez                                                | 20. September 2021 bis 2. August 2022      | Partido Justicialista |
| Minister für Landwirtschaft, Viehzucht und Fischerei                       |                | Luis Basterra                                                   | 10. Dezember 2019 bis 20. September 2021   | Partido Justicialista |
| Minister für öffentliche Arbeiten                                          |                | Gabriel Katopodis                                               | seit 10. Dezember 2019                     | Partido Justicialista |
| Ministerin für Frauen, Geschlechter und Vielfalt                           |                | Ayelén Mazzina                                                  | seit 13. Oktober 2022                      | Partido Justicialista |
| Ministerin für Frauen, Geschlechter und Vielfalt                           |                | Elizabeth Gómez Alcorta                                         | 10. Dezember 2019 bis 13. Oktober 2022     | Frente Patria Grande  |
| Kulturminister                                                             |                | Tristán Bauer                                                   | seit 10. Dezember 2019                     | Parteilos             |
| Minister für Wissenschaft, Technologie und Innovation                      |                | Daniel Filmus                                                   | seit 20. September 2021                    | Partido Justicialista |
| Minister für Wissenschaft, Technologie und Innovation                      |                | Roberto Salvarezza                                              | 10. Dezember 2019 bis 20. September 2021   | Parteilos             |
| Minister für Arbeit, Beschäftigung und soziale Sicherheit                  |                | Raquel Kismer                                                   | seit 13. Oktober 2022                      | Partido Justicialista |
| Minister für Arbeit, Beschäftigung und soziale Sicherheit                  |                | Claudio Moroni                                                  | 10. Dezember 2019 bis 12. Oktober 2022     | Partido Justicialista |
| Minister für Umwelt und nachhaltige Entwicklung                            |                | Juan Cabandié                                                   | seit 10. Dezember 2019                     | Partido Justicialista |
| Minister für Tourismus und Sport                                           |                | Matías Lammens                                                  | seit 10. Dezember 2019                     | Parteilos             |
| Minister/in für territoriale Entwicklung und Lebensraum                    |                | Santiago Maggiotti                                              | seit 25. Oktober 2022                      | Partido Justicialista |
| Minister/in für territoriale Entwicklung und Lebensraum                    |                | Jorge Ferraresi                                                 | 19. September 2021 bis 25. Oktober 2022    | Partido Justicialista |
| Minister/in für territoriale Entwicklung und Lebensraum                    |                | María Eugenia Bielsa                                            | 10. Dezember 2019 bis 19. September 2021   | Partido Justicialista |